# Primi ministri della Corea del Nord
Il Presidente del Gabinetto della Repubblica Popolare Democratica di Corea (내각 총리?, Naegak ChongniLR) è il capo del governo della Repubblica Popolare Democratica di Corea. 
Segue una lista dei Primi ministri della Corea del Nord dal 1948 ad oggi. Dal 1972 al 1998 la carica è stata rinominata in Presidente del Consiglio di Amministrazione della Repubblica Popolare Democratica di Corea (조선민주주의인민공화국 정무원 총리?).

## Lista
| Nome          | Nome          | Mandato          | Mandato          | Partito                     | Capi di Stato |
| Nome          | Nome          | Inizio           | Fine             | Partito                     | Capi di Stato |
| ------------- | ------------- | ---------------- | ---------------- | --------------------------- | ------------- |
| Kim Il-sung   |               | 9 settembre 1948 | 28 dicembre 1972 | Partito del Lavoro di Corea | Kim Tu-bong   |
| Kim Il-sung   | Choi Yong-kun | 9 settembre 1948 | 28 dicembre 1972 | Partito del Lavoro di Corea |               |
| Kim Il        |               | 28 dicembre 1972 | 19 aprile 1976   | Partito del Lavoro di Corea | Kim Il-sung   |
| Pak Song-chol |               | 19 aprile 1976   | 16 dicembre 1977 | Partito del Lavoro di Corea | Kim Il-sung   |
| Ri Jong-ok    |               | 16 dicembre 1977 | 27 gennaio 1984  | Partito del Lavoro di Corea | Kim Il-sung   |
| Kang Song-san |               | 27 gennaio 1984  | 29 dicembre 1986 | Partito del Lavoro di Corea | Kim Il-sung   |
| Li Gun-mo     |               | 29 dicembre 1986 | 12 dicembre 1988 | Partito del Lavoro di Corea | Kim Il-sung   |
| Yon Hyong-muk |               | 12 dicembre 1988 | 11 dicembre 1992 | Partito del Lavoro di Corea | Kim Il-sung   |
| Kang Song-san |               | 11 dicembre 1992 | 21 febbraio 1997 | Partito del Lavoro di Corea | Kim Il-sung   |
| Kang Song-san | Kim Jong-il   | 11 dicembre 1992 | 21 febbraio 1997 | Partito del Lavoro di Corea |               |
| Hong Song-nam |               | 21 febbraio 1997 | 5 settembre 1998 | Partito del Lavoro di Corea |               |
| Hong Song-nam |               | 5 settembre 1998 | 3 settembre 2003 | Partito del Lavoro di Corea |               |
| Pak Pong-ju   |               | 3 settembre 2003 | 11 aprile 2007   | Partito del Lavoro di Corea |               |
| Kim Yong-il   |               | 11 aprile 2007   | 7 giugno 2010    | Partito del Lavoro di Corea |               |
| Choe Yong-rim |               | 7 giugno 2010    | 1º aprile 2013   | Partito del Lavoro di Corea |               |
| Choe Yong-rim | Kim Jong-un   | 7 giugno 2010    | 1º aprile 2013   | Partito del Lavoro di Corea |               |
| Pak Pong-ju   |               | 1º aprile 2013   | 11 aprile 2019   | Partito del Lavoro di Corea |               |
| Kim Jae-ryong |               | 11 aprile 2019   | 13 agosto 2020   | Partito del Lavoro di Corea |               |
| Kim Tok-hun   |               | 13 agosto 2020   | 29 dicembre 2024 | Partito del Lavoro di Corea |               |
| Pak Thae-song |               | 29 dicembre 2024 | in carica        | Partito del Lavoro di Corea |               |